# Општина Коњиц
Општина Коњиц је општина на сјеверу Херцеговине у Федерацији БиХ, БиХ. Ова општина припада Херцеговачко-неретванском кантону. Сједиште општине се налази у градском насељу Коњицу.
Кроз планинску општину Коњиц протичу ријеке Неретва и Трешаница.

## Становништво
По посљедњем службеном попису становништва из 1991. године, општина Коњиц је имала 43.878 становника, распоређених у 151 насељеном мјесту.
| Националност       | 1991.           | 1981.           | 1971.           |
| Муслимани          | 23.815 (54,27%) | 22.826 (52,26%) | 21.599 (52,83%) |
| Хрвати             | 11.513 (26,23%) | 11.748 (26,89%) | 12.034 (29,43%) |
| Срби               | 6.620 (15,08%)  | 6.518 (14,92%)  | 6.669 (16,31%)  |
| Југословени        | 1.358 (3,09%)   | 2.051 (4,69%)   | 202 (0,49%)     |
| остали и непознато | 572 (1,30%)     | 534 (1,22%)     | 375 (0,91%)     |
| Укупно             | 43.878          | 43.677          | 40.879          |

Послије потписивања Дејтонског споразума општина Коњиц је готово у цјелини ушла у састав Федерације Босне и Херцеговине. У састав Републике Српске ушло је мјесто Чесим (без становништва). У састав општине Коњиц такође је ушао дио пријератне општине Калиновик са насељеним мјестима: Брда, Гапићи, Зеломићи, Луко, Љута и Поље, као и дијелови насеља: Љусићи, Рајац и Хотовље.
У границама данашње општине Коњиц са дијеловима општина Невесиње и Калиновик који су припали Федерацији БиХ, национални састав 1991. године је био сљедећи:
| Националност       | 1991.          |
| Муслимани          | 24.164 (54,57) |
| Хрвати             | 11.530 (26,04) |
| Срби               | 6.647 (15,01)  |
| Југословени        | 1.361 (3,07)   |
| остали и непознато | 573 (1,31)     |
| укупно             | 44.275         |